# Церковь Алексия, Человека Божия (Александровка)
Храм Алексия, человека Божия (Свято-Алексиевская церковь) — православный храм в селе Александровка Ростовской области. Входит в состав Матвеево-Курганского благочиния Ростовской-на-Дону епархии Русской православной церкви.

## История
Село Александровка было основано донским атаманом Алексеем Ивановичем Иловайским. Имение Иловайских, расположенное в красивом месте вдоль реки Миус, быстро расстраивалось и богатело. В 1807 году, уже после смерти атамана, в честь его ангела-хранителя преподобного Алексия, его супруга заложила однопрестольную церковь Во имя Алексия, человека Божия, которая была освящена в 1811 году.
Церковь была каменной, с большой апсидой, с приниженным барабаном и жестяным куполом; примыкающая к ней небольшая колокольня имела три яруса, верхний был с четырьмя большими проемами. Храм пережил Октябрьскую революцию и Гражданскую войну. Закрывалась Свято-Алексиевская церковь в 1930-е годы, и в ней хранили зерно. Во время Великой Отечественной войны в храме размещался лагерь для советских военнопленных. Под церковными стенами было захоронение немецких солдат, сохранилась плита с надписью на немецком языке.
С распадом СССР, церковь решили восстановить, благо она пострадала не сильно. В 1994 году настоятелем храма был назначен священник Андрей Ермолаев. В 2007 году были выполнены штукатурно-малярные работы, покрашена крыша, отремонтированы полы и оконные рамы. В 2008 году была установлена звонница из шести колоколов. Храм газифицирован, в 2009 году были вставлены металлопластиковые окна, заменены двери. В приходе открылась воскресная школа.
Настоятель церкви в настоящее время — иерей Андрей Викторович Ермолаев.